# Raşit Karasu
Raşit Karasu (* 31. Oktober 1950 in Istanbul; † 4. Dezember 2020) war ein türkischer Fußballspieler und -trainer. Zu Spielerzeiten war er aufgrund seiner Spielmachertätigkeit unter dem Spitznamen Usta Raşit (dt. Meister Raşit oder Raşit, der Meister) bekannt. Als Eigengewächs wird sein Name mit Fenerbahçe Istanbul assoziiert. So war er Teil jener Fenerbahçe-Mannschaft, die in der Saison 1967/68 mit dem Gewinn der türkischen Meisterschaft und des türkischen Pokals zum ersten Mal in der Vereinsgeschichte das türkische Double holen konnte. Seine erfolgreichste Zeit als Spieler erlebte er bei Adana Demirspor. Gekrönt wurde seine Zeit bei Demirspor mit dem Finaleinzug im Türkischen Pokal der Saison 1977/78, dem größten Erfolg der Klubhistorie.

## Spielerkarriere

### Verein
Karasu spielte bis ins Jahr 1967 für die Nachwuchsabteilung von Fenerbahçe Istanbul. Zur Saison 1967/68 wurde er als Siebzehnjähriger dann vom damaligen Cheftrainer der Profimannschaft, dem Ungarn Ignác Molnár, in den Profikader aufgenommen. Dieser setzte ihn am 30. August 1967 im vorsaisonal ausgetragenen TSYD-Istanbul-Pokal in der Begegnung gegen den Erzrivalen Beşiktaş Istanbul ein. In dieser Partie wurde Karasu in der 17. Minute für Abdullah Çevrim eingewechselt und spielte bis zum Schlusspfiff. Etwa vier Wochen nach dieser Partie gab er in der Auswärtsbegegnung gegen Eskişehirspor auch sein Debüt in der 1. Lig, der höchsten türkischen Spielklasse. Im weiteren Saisonverlauf wurde er in vier weiteren Liga- und drei Pokalbegegnungen eingesetzt. In dieser ersten Saison bei den Profis, der Saison 1967/68, konnte er mit seinem Team die türkische Meisterschaft und zusätzlich den Türkischen Pokal holen. Dadurch gehörte Karasu zu jenem Kader Fenerbahçes, der das erste Double der Vereinsgeschichte holen konnte. In seiner zweiten Spielzeit setzte ihn Molnár deutlich mehr ein. So absolvierte Karasu als Achtzehnjähriger 14 Ligaspiele, wovon er wiederum in zehn über die volle Spiellänge spielen durfte. Sein Verein blieb in dieser Spielzeit sowohl in der Liga als auch im Pokal hinter den Erwartungen.
Nach der enttäuschenden Saison 1968/69, die der Verein titellos beendete, versuchte die Vereinsführung von Fenerbahçe, den Mannschaftskader aufzustocken. So interessierte sich der Verein für den Stürmer Zeki Temizer vom Stadt- und Ligarivalen Vefa Istanbul und stellte bei diesem eine erste Anfrage. Die Verantwortlichen von Vefa stimmten dem Wechsel grundsätzlich zu und verlangten als Gegenleistung neben Karasus Mitspielern Yaşar Mumcuoğlu, Salim Görür und auch Karasu selbst. Nach den ersten Transferverhandlungen stimmte Görür dem Wechsel zu, während sich Mumcuoğlu und Karasu erst bedeckt hielten. Später gab Fenerbahçe für den Wechsel auch den Torhüter Ali Filibeli an Vefa ab und stellte auch die Abgabe von Erdinç Sandalcı in Aussicht. Nachdem Karasu sich erst weigerte, zu Vefa zu wechseln, ließ er sich nach langem Zureden seitens Vereinsverantwortlicher von Fenerbahçe und Vefa dazu bewegen, für eine Saison als Leihgabe bei Vefa zu spielen. Vefa zahlte für Karasu an Fenerbahçe eine Ausleihsumme von 30.000 Türkische Lira und sicherte sich auch eine Kaufoption mit einer Ablösesumme von 100.000 Lira. Zu Vefa gewechselt, kämpfte Karasu mit seinem Klub gegen Saisonende gegen den Abstieg. Die Vereinsverantwortlichen Vefas erklärten vor Saisonende, dass im Falle des Klassenerhalts Karasu und Sandalcı samt Ablöse verpflichtet werden sollten. Nach erzieltem Klassenerhalt zog Vefa die Verkaufsoption und behielt beide Spieler in seinem Kader. Fenerbahçe lehnte die Abgabe ab und verklagte daraufhin Vefa und forderte eine höhere Ablösesumme. Karasu startete ungeachtet dieses Rechtsstreits bei Vefa in die neue Saison. Bei Vefa war Karasu auf Anhieb zum Stammspieler und Leistungsträger geworden. In den nächsten Spielzeiten festigte er seine Stellung innerhalb der Mannschaft, avancierte zu einem der auffälligsten Spielmacher der Liga und wurde im August 1972 türkischer U-21-Nationalspieler. Vor seinem Debüt für die türkische U-21-Nationalmannschaft geriet Karasu außerhalb des Spielfeldes in die Schlagzeilen. So wurde er gemeinsam mit einem Freund wegen des Verdachts der Vergewaltigung eines 16-jährigen Mädchens festgenommen und in U-Haft gehalten. Nachdem die Staatsanwaltschaft erst eine 7,5-jährige Haftstrafe gefordert hatte, wurde die Anklage später fallen gelassen.
Karasu spielte bei Vefa bis zum Sommer 1974. Da sein Verein den Klassenerhalt in der 1. Liga zu diesem Zeitpunkt verfehlte, wechselte Karasu zum südtürkischen Erstligisten Adana Demirspor. Er wechselte damals gegen eine Ablösesumme von einer Million Lira und wurde von der türkischen Sportpresse deswegen als erster Millionär des türkischen Fußballs bezeichnet. Bei diesem Verein, bei dem er seine erfolgreichste Zeit verbringen sollte, stieg er sofort zum Leistungsträger und zum türkischen A-Nationalspieler auf. Während seiner zweiten Saison bei Demirspor bekundeten die großen Istanbuler Klubs, u. a. Karasus ehemaliger Verein Fenerbahçe, Interesse an einer Verpflichtung. Daraufhin erklärte Karasu auch, dass er ein Angebot von seinem alten Verein vorziehen würde. Am Saisonende wechselte Karasu schließlich zu Fenerbahçe. Mit seinem neuen Verein gewann er den vorsaisonal ausgetragenen TSYD-Istanbul-Pokal. Bereits nach dem zweiten Spieltag wurde der brasilianische Cheftrainer Valdir Pereira durch Abdulah Gegić ersetzt. Dieser setzte Karasu im weiteren Saisonverlauf eher als Ergänzungsspieler ein. Da Karasu mit seinen Spieleinsätzen nicht zufrieden war und Gegić der Vereinsführung andeutete, auf Karasu verzichten zu können, nutze Karasus letzter Verein Demirspor den Augenblick und bekundete Interesse an einer Rückholaktion. So kehrte Karasu nach einer Saison für eine Ablösesumme von 450.000 Lira zu Demirspor zurück. Zu Demirspor zurückgekehrt eroberte er sich schnell seinen Stammplatz zurück und behielt diesen die nächsten drei Spielzeiten nahezu durchgängig. In der Saison 1977/78 erreichte er mit seinem Verein überraschend das Finale im Pokal. Hier unterlag er zwar mit seiner Trabzonspor nach zwei Finalbegegnungen, jedoch wurde mit dem Finaleinzug der bis heute größte Erfolg der Vereinsgeschichte erreicht.
Nachdem Karasu bis zum Sommer 1979 für Demirspor gespielt hatte, wurde er an den damals finanzkräftigen Zweitligisten Mersin İdman Yurdu abgegeben. Mit diesem Verein beendete Karasu die Zweitligasaison 1979/80 als Meister und sicherte sich somit den Aufstieg in die 1. Lig. In die 1. Lig aufgestiegen, wurde Karasu vom Cheftrainer İsmet Arıkan eher sporadisch eingesetzt und beendete die Saison mit acht Ligaeinsätzen. Nachdem sein Verein bereits nach einer Saison wieder in die 2. Lig abgestiegen war, blieb auch Karasu die nächste Saison bei Mersin İY. In der ersten Saison nach dem Abstieg, der Zweitligasaison 1981/82, gelang es Karasus Mannschaft, die Liga erneut als Meister zu beenden und somit den direkten Wiederaufstieg in die 1. Lig zu erreichen. Nach diesem Erfolg stellte Mersin Karasu gegen eine Ablöse von 25.000 Lira zum Verkauf aus. Daraufhin bekundete sein früherer Verein Vefa Istanbul, das sich aufgrund eines Name-Sponsoring nun Vefa Simtel Istanbul nannte, Interesse an einer Verpflichtung.
Ende Juni 1982 bestätigte Vefa die Verpflichtung Karasus. Bei seinem früheren Verein spielte er die nächsten zwei Spielzeiten und beendete anschließend seine aktive Laufbahn.

### Nationalmannschaft
Karasus Nationalmannschaftskarriere begann im März 1968 mit einem Einsatz für die türkischen U-18-Nationalmannschaft.
In den Jahren 1972 bis 1973 spielte er dann im Rahmen des Balkan-Cups vier Mal für die türkischen U-21-Nationalmannschaft. 1974 wurde er im Rahmen eines Balkan-Cups, bei dem sich nun die Teilnahmebedingungen geändert hatten, gegen die bulgarische Nationalmannschaft vom Nationaltrainer Coşkun Özarı zum ersten Mal und für das Aufgebot der türkischen Nationalmannschaft nominiert und absolvierte in dieser Partie sein einziges A-Länderspiel.
Insgesamt absolvierte er drei U-18-, vier U-21- und vier A-Länderspiele.

## Trainerkarriere
Im September 1994 arbeitete Karasu das erste Mal als Cheftrainer, indem er begann den Zweitligisten Kütahyaspor zu trainieren. In der Saison 1996/97 arbeitete er dann bei Düzcespor als Co-Trainer. In der nächsten Saison begann er beim Zweitligisten Siirt Köy Hizmetleri YSE SK als Cheftrainer zu arbeiten und übte etwa vier Monate dieses Amt aus.
Im Januar 1998 übernahm Karasu beim Drittligisten Akçakocaspor das Amt des Cheftrainers. Diesen Verein trainierte er dann bis zum Sommer 2000. Nachdem er die nächsten drei Jahre nicht als Trainer gearbeitet hatte, wurde er 2003 beim Istanbuler Drittligisten Fatih Karagümrük SK als Nachwuchstrainer eingestellt.
Ab 2007 betreute er als Cheftrainer der Reihe nach unterschiedliche türkische Amateurvereine. 2014 wurde er bei Adana Demirspor als Nachwuchscoach eingestellt.
Karasu starb Anfang Dezember 2020.

## Erfolge
Fenerbahçe Istanbul
- Türkischer Meister: 1967/68
- Türkischer Vizemeister: 1975/76
- Türkischer Pokalsieger: 1967/68
- TSYD-Istanbul-Pokalsieger: 1975/76

Adana Demirspor
- Türkischer Pokalfinalist: 1977/78

Mit Mersin İdman Yurdu
- Meister der TFF 1. Lig und Aufstieg in die Süper Lig: 1979/80, 1981/82